# الآلهة والخالدون الصينيون

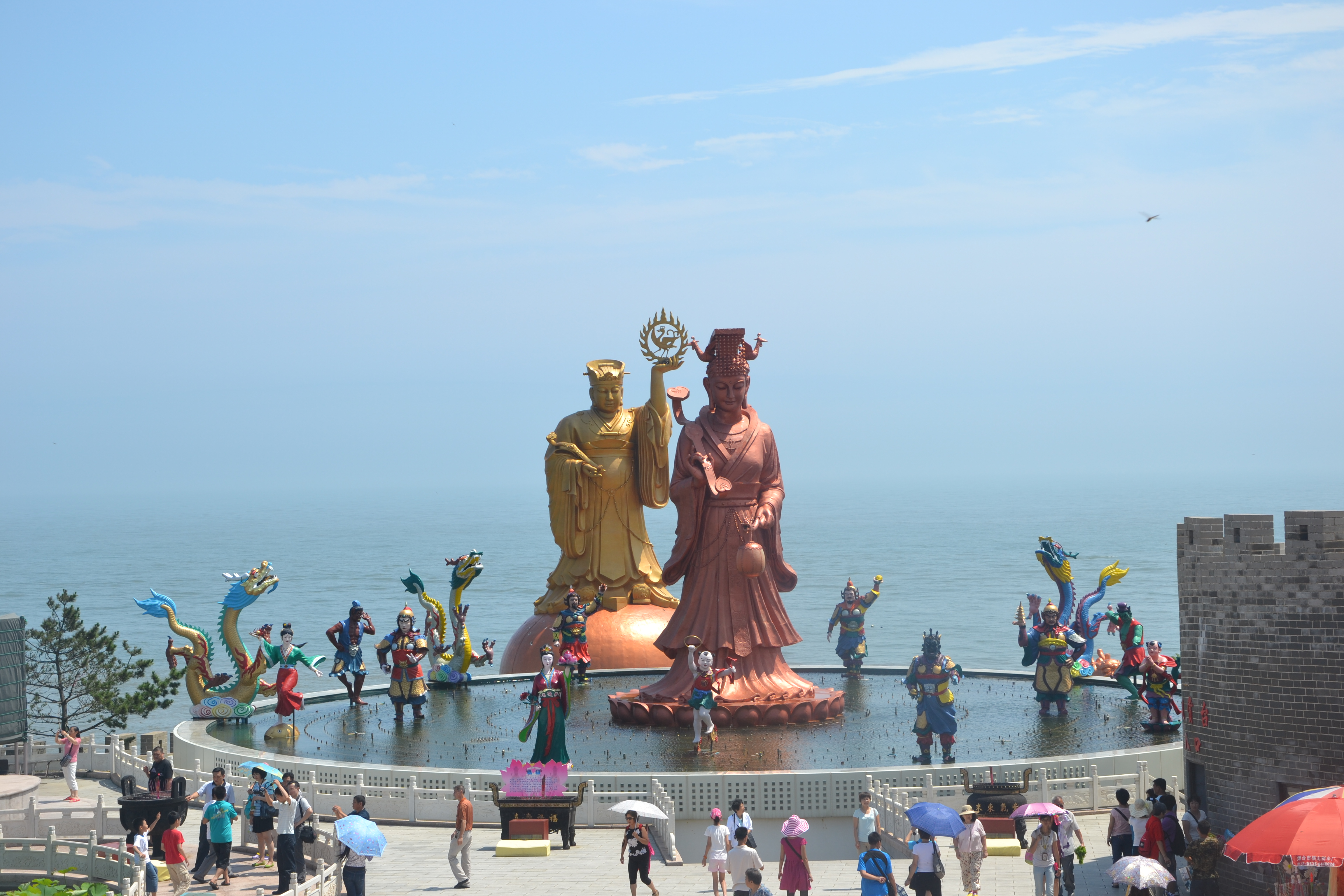
مجمع للآلهة في احتفال في نافورة مع قرابين وحجاج.

تؤمن الديانة الصينية التقليدية بتعدد الآلهة؛ تُعبد العديد من الآلهة في نظرة واحدية وأن الألوهية متأصلة في العالم. تمثل الآلهة طاقات أو معتقدات كاشفة، ومقلدة، وهادية للطريق نحو السماء (تيان)، إذ يعتبر الإله الأعلى، ويظهر في العمود الشمالي للقبة النجمية السماوية وترتيبها. أغلب الأرباب هم أسلاف أو رجال أصبحوا آلهة بسبب إنجازاتهم السماوية؛ يُحدد أغلب الآلهة أيضاً بواسطة نجوم معينة أو مجاميع نجمية. يُنظر للأسلاف كمعادلين للسماء ضمن المجتمع البشري، وبالتالي فهم وسيلة للاتصال بالسماء، أي «والد الأسلاف الأقصى».
يوجد عددٌ لا يحصى من الآلهة، إذ يوجد إله واحد أو أكثر لكل ظاهرة، وجميعها مرتبة بتسلسل هرمي سماوي معقد. إلى جانب العبادة التقليدية لهذه الكيانات، تقدم الكونفوشية، والطاوية، والمفكرون الرسميون بشكل عام تفسيرات لاهوتية تؤكد جوهر الألوهية الأحادي. اشتُقت تصنيفات «متعددة الآلهة» و«أحادية الآلهة» من الديانة الغربية وهي لا تناسب الديانة الصينية، فهي لا تنظر لهما كأضداد. بما أن كل الآلهة تعتبر كتجلي لتشي، «القوة» أو روح السماء، وظف الباحثون مصطلح «متعدد الروحية» أو «متعدد الأرواح»، والتي صيغت لأول مرة من والتر ميدهورست (1796-1857)، لوصف الممارسات الصينية المتعلقة بتعدد الآلهة. ورد في علم اللاهوت الخاص بالكتابات الصينية التقليدية والكونفوشية ما نصه، «السماء العليا هي سيد لمئات الأرباب». تُقارنهم اللاهوتية الكونفوشية الحديثة بالذكاء، والأشكال الجوهرية أو الروحيات (الأغراض الداخلية وفقًا للايبنيز، مولدةً كل أنواع الكائنات، لذا «تُعبد الجبال والأنهار كأشياء تقدّر القرابين».
ليست عملية تأليه الأشخاص التاريخيين والأسلاف من المهمات التقليدية للكونفوشيين أو الطاويين، لكنها تعتمد على اختيارات عامة الناس، إذ يؤله الأشخاص عندما يقومون بأفعالٍ استثنائية ويتركون تراثاً فعالاً. مع ذلك، قد يطالب الكونفوشيون والطاويون بمنح شرف الدولة لإله معين. لكل إله مركز للطائفة ومعبد للأسلاف، عاش فيها هو أو هي أو الآباء حياتهم الأبدية. يوجد خلافٌ عادةً حول المكان الأساسي والمعبد الأصل الخاص بطائفة إلهٍ معين. 

## آلهة السماء
اللاهوت الصيني التقليدي، والذي يأتي بتفسيرات مختلفة حسب الكتابات القديمة، وبالأخص الكونفوشية، والطاوية وغيرها من الصياغات الفلسفية، أحادي الألوهية، إذ يمكن القول بأنه يرى العالم والآلهة المنتجة لها كعضو كامل، أو كون. يُصور المبدأ الشامل الذي يعطي منشأً للكون على أنه متعالٍ ومحايث للخليقة في الوقت نفسه. يُعبر عن الفكرة الصينية للإله الشامل بطرقٍ مختلفة، إذ توجد الكثير من الأسماء للإله من مصادر مختلفة للتقاليد الصينية.
الأسماء الصينية الأساسية للإله الشامل هما تيان وشانغدي (الإله الأعلى) أو ببساطة دي (إله). يوجد أيضاً مفهوم التايدي (الإله الأعظم). يُعتبر دي عنوانًا يعبر عن السيطرة على كل ما تحت السماء، ويمثل كل الأشياء المتولدة من السماء والمترتبة بواسطة حلقاتها ونجومها. تُترجم كلمة تيان عادة إلى «سماء»، لكنها بحسب علم أصل الكلمات الرسومي تعني «الأعظم»، ويربطها جمعٌ من الباحثين بكلمة دي برموز الألوهية القطبية السماوية الشمالية المربعة (دينج)، من خلال علم اًصل الكلمات الصوتي، ويتتبعون جذرهما المشترك من خلال صيغهما القديمة: تيين وتييس على التوالي. تُجمع هذه الأسماء بطرقٍ مختلفة في الأدب اللاهوتي الصيني، إذ تستخدم هذه المصطلحات بطريقةٍ متبادلة في نفس النص إن لم يكن في الجملة ذاتها. 

### أسماء آلهة السماء
يُعرف تيان بأسماءٍ كثيرة. بالإضافة إلى شانغدي وتايدي، توجد أسماءُ أخرى تتضمن يودي (الإله اليشْم)، وتايي (العظيم الوحداني)، والذي يوصف في الصور الأسطورية بحمله لمغرفة الدب الأكبر (العربة العظيمة)، والتي تقدم حركة الحياة إلى العالم. كحال محور السماء، يُعرف التجمع النجمي في القطب السماوي الشمالي بعدة أسماء مثل تيانمين (بوابة السماء) و تيانشي (محور السماء).
وُثقت أسماء أخرى لإله السماء في الأدب الديني الفلسفي الصيني التقليدي الواسع:
- تياندي – «إله السماء» أو «إمبراطور السماء»: يستخدم (جينغ لون) في كتاب شونجي في فصل «عن التصحيح» هذا المصطلح للإشارة إلى إله السماء النشط والواضع للخلق في حركة.[10]
- تيانجو – «رب السماء» استخدم (فينغشان شو) هذا الاسم في «وثيقة وهب النذور للسماء والأرض على جبل تاي» من سجلات المؤرخ الكبير، وهو الإله الأول الذي اشتُقت منه بقية الآلهة الأخرى.[11]
- تيانهوانغ – «ملك السماء»: كتب جينغ هينغ في «قصيدة التأمل العميق» (سكسوان فو) والمنقول في كتاب «تاريخ سلالة هان المتأخر» (هو هان شو): «أسألُ حارس البوابة السماوية لفتح الباب والسماح لي بزيارة ملك السماء في قصره اليشْم».[12]
- تيانغونغ – «دوق السماء» أو «لواء السماء».
- تيانجون – «أمير السماء» أو «سيد السماء».
- تيانزون – «السماوية المبجلة»، هي أيضاً عنوان للآلهة العليا في اللاهوتيات الطاوية.[13]
- تيانشين – «إله السماء»، تُرجم في قاموس شوان جيزي على أنه «الكائن الذي يلد كل شيء».
- شينهوانغ – «الإله الملك» موثقٌ في تاي هونغ (أصل النفس الحيوي).
- لوتانيا – «الأب السماوي القديم».[11]

يُمثل تيان التعالي والمحايثة معاً، متجلياً في الصيغ الثلاث المتمثلة بالهيمنة، والقدر، وطبيعة الأشياء. يُفسر زو شين، في كتابه ووجنغ يي (المعاني المختلفة للكلاسيكيات الخمسة)، وجود تسمية خماسية للسماء:
- هاو تيان – «السماء الواسعة»، لوسع نفسها الحيوي (كي).
- مين تان – «السماء العطوف»، لأنها تستمع وتستجيب بعدالة لكل ما تحت السماء.
- شانغ تيان – «السماء العليا» أو «السماء الأولى»، باعتبارها الكائن الأزلي والمشرف على كل ما تحت السماء.
- سانغ تيان – «السماء الخضراء العميقة»، لكونها عميقة بشكلٍ لا يُدرك.

تعكس كل هذه التسميات تجربة بتسلسل هرمي، ومتعدد أوجه النظر للألوهية.

## قائمة بأسماء الآلهة، والمعبودين، والخالدين
توجد في الكثير من الكتب الكلاسيكية قوائم وسلاسل هرمية للآلهة والخالدين، ومن ضمنها كتاب «السجل الكامل للآلهة والخالدين» (شينكسيان تونجيان) والتابع لسلالة مينغ، وكتاب «السير الذاتية للآلهة والخالدين» (شينكسيان جوان) الذي ألفه جي هونغ (284-343). يوجد أيضاً كتابٌ أقدم وهو «السير الذاتية المجمعة للخالدين» أو ليكسيان جوان. الثنائيات أو الأقطاب، كفوكسي ونوا، زياونغمو ودونغوانغونغ، والثنائي الأعلى للسماء والأرض، جميعها تجسد ين ويانغ، وهما الخلاقان والمديمان لعملية تنظيم المكان والزمان. 

### آلهةُ كونيون
- يودي (الإله اليشْم) أو يوهوانغ (الإمبراطور اليشْم أو الملك اليشْم)، هو التمثيل البشري الشائع لإله السماء. يمثل اليشْم النقاء تقليدياً، لذا فهو يمثل استعارةً لوصف مصدر الخليقة المبهم.
- دومو (والدة العربة العظيمة)، والتي يطلق عليها تشريفياً تيانهو (ملكة السماء)، تُصور هذه الآلهة السماوية على أنها والدة الدب الأكبر (العربة العظيمة)، والتي يعتقد بأن نجومها السبعة، بالإضافة إلى نجمين مخفيين إضافيتين، هم أولادها، ويطلق عليها جيوهوانغشين (آلهة الملوك التسعة)، والذين يعتبرون تجلياً لجينغهوانغدادي (الإله الأعظم للملوك التسعة) أو دوفو (والد العربة العظيمة)، وهو اسم آخر لآلهة السماء. لذا فهي تأخذ دور الزوجة والأم معاً لآلهة السماء.
- بانغو، وهو استعارة انسانية مضخمة للكون، يفصل الين عن اليانغ، يخلق الأرض (الين الموحلة) والسماء (اليانغ الصافية). خُلقت بقية الأشياء من جسده بعد موته.[16]
- زيوانغمو (الملكة الأم للغرب)، تُعرف من خلال جبل كونلون، والإلهام الشاماني، والموت والخلود. وهي الآلهة السوداوية والجهنمية، والين النقي، وهي حميدة ومرعبة في الوقت ذاته، وهي الخلق والتدمير معاً. ودونغ وانغ غونغ (ملك ودوق الشرق، يُسمى أيضاً بمو غونغ، أو دوق الغابات)، وهو نظيرها الذكر ويمثل مبدأ اليانغ.
- كان يي رامي السهام رجلاً باحثاً عن الخلود، واصلاً لزي وانغ مو في جبلها المسمى كونلون.
- يان وانغ (ملك الأعراف)، وهو حاكم الجحيم، يدعمه كل من هيباي وو تشانغ (عرضية الأبيض والأسود)، ويُمثل التناوب بين مبادئ الين واليانغ، بالإضافة لرأس الثور ووجه الفرس، والذان يقودان الأرواح لمملكته.[17]
- ين يانغ غونغ (دوق ين يانغ) أو ين يانغ سي (المتحكم بين يانغ)، وهو تجسيد لاتحاد الين واليانغ.